# USEN
주식회사 USEN(유센, USEN CORPORATION)은 일본 최대의 유선 방송 기업이다. 오사카 증권 거래소 헤라클레스에 상장하고 있다. 사장은 우노 야스히데이다.
통신 위성을 사용한 음악 서비스, 초고속 인터넷 서비스 등을 전개하고 있다.

## 공식 사이트 등
- (일본어) USEN 공식 사이트
- (일본어) SOUND PLANET 보관됨 2008-07-01 - 웨이백 머신